# منتخب الدنمارك تحت 16 سنة لكرة القدم

شعار اتحاد الدنمارك لكرة القدم

منتخب الدنمارك تحت 16 سنة لكرة القدم (بالدنماركية: Danmarks U/16-fodboldlandshold)‏ هو ممثل الدنمارك الرسمي في المنافسات الدولية في كرة القدم في فئة تحت 16 سنة
.